# فرد إل. تورنر
فرد إل. تورنر (بالإنجليزية: Fred L. Turner)‏ هو مدير أمريكي، ولد في 6 يناير 1933 في دي موين في الولايات المتحدة، وتوفي في 7 يناير 2013 في غلينفيو في الولايات المتحدة.

## وصلات خارجية
- فرد إل. تورنر على موقع IMDb (الإنجليزية)
- فرد إل. تورنر على موقع مونزينجر (الألمانية)